# Калері Леонтій Федорович
Леонтій Федорович Калері (рос. Леонтий Фёдорович Калери) — керівник Маріуполя з 1797 по 1800 роки.

## Життєпис
Народився в родині грека Тедороса Калері. З 1797 по 1800 рік займав посаду міського голови Маріуполя. У 1803—1809 роках обирався головою міської ради Маріуполя.
У 1832 році отримав вдячність від Харківського університету, 1833 року — Одеського, 1839 року — Міністерства освіти і водночас отримав нагороду за бездоганну службу протягом 15 років.